# تفاضل عددي

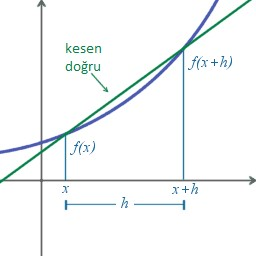

التفاضل العددي قد يكون شكل دالة التفاضل لدالة معينة معقدا بحيث أن استخدام قيم تقريبية لهذا التفاضل يكون أكثر فاعلية من حساب القيم المضبوطة
له، كما أنه في كثير من التطبيقات تكون الدالة معرفة بقيم مجدولة فقط.

## صيغ عددية للتفاضل الأول
لنفرض {\displaystyle f\in C^{n+1}(I)} حيث أن لكل {\displaystyle h=x_{i+1}-x_{i},x\in I} مقدار ثابت لكل {\displaystyle i=0,1,2,...,n-1} وهذه الأعداد معرفة كالتالي {\displaystyle x_{i}=x_{0}+ih} لكل {\displaystyle i=0,1,2,...,n} حيث أن
{\displaystyle h={\frac {x_{n}-x_{0}}{n}}} فأنة حسب نظرية استكمال الدالة للاجرانج يوجد كثيرة حدود استكمالية (p(x من الدرجة n والتي تستكمل الدالة (f(x عند الاعداد المذكورة والتي تكون:
{\displaystyle f(x)=p(x)+{\frac {f^{(n+1)}(\xi (x))}{(n+1)!}}\prod _{i=1}^{n}{(x-x_{i})}....(0)}
حيث {\displaystyle p(x)=\sum _{j=0}^{n}{L_{j}(x)f(x_{j})}}
وبتفاضل طرفي المعادلة (0) نحصل على:
{\displaystyle {\frac {df}{dx}}=\sum _{j=0}^{n}{L'_{j}(x)f(x_{j})}+{\frac {{\frac {d}{dx}}[f^{(n+1)}(\xi (x))\prod _{i=0}^{n}{(x-x_{i})}]}{(n+1)!}}}
ولكن توجد صعوبة هنا في استخدام هذه الصيغة حيث انه ليس لدينا معلومات عن {\displaystyle {\frac {d}{dx}}f^{(n+1)}(\eta (x))} والمتضمن في حد الخطأ الموجود في هذه الصيغة وهذا يعني انه لايمكننا تقدير الخطأ المقطوع ولكن عندما يكون {\displaystyle x=x_{k}} فأن معامل المقدار {\displaystyle {\frac {d}{dx}}f^{(n+1)}(\eta (x))} يكون مساويا للصفر وبالتالي تصبح المعادلة
{\displaystyle {\frac {df}{dx}}=\sum _{j=0}^{n}{L'_{j}(x)f(x_{j})}+{\frac {[f^{(n+1)}(\xi _{k})\prod _{i=0,i\neq k}^{n}{(x_{k}-x_{i})}]}{(n+1)!}}...(1)}
وتسمى هذه المعادلة بصيغة النقاط (n+1) لحساب التفاضل الأول للدالة f عند {\displaystyle x_{k}}
وعند زيادة العدد الصحيح n تزداد دقة التفاضل التقريبي ولكن يترتب على ذلك ازدياد في عدد الدوال التي يجب حسابها مما يزيد من احتمال وقوع الخطأ اثناء إجراء الحسابات ولذلك فأن {\displaystyle n\leq 7} هو أكبر عدد نقاط للصيغ، وأفضلها هي صيغة الثلاث نقاط وصيغة الخمس نقاط.

## صيغة الثلاث نقاط
بوضع n=2 في معادلة رقم (1) نجد أن:
(2)........ {\displaystyle {\frac {df}{dx}}=f(x_{0})[{\frac {2x-x_{1}-x_{2}}{(x_{0}-x_{1})(x_{0}-x_{2})}}]+f(x_{1})[{\frac {2x-x_{0}-x_{2}}{(x_{1}-x_{0})(x_{1}-x_{2})}}]+f(x_{2})[{\frac {2x-x_{0}-x_{1}}{(x_{2}-x_{0})(x_{2}-x_{1})}}]+{\frac {1}{6}}f^{(3)}({\xi }_{j}){\prod }_{k=0,k\not \equiv j}^{2}}
و باستخدام المعادلة الناتجة (2) نستطيع الحصول على صيغتين أساسيتين:
صيغة نقط النهاية لثلاث نقاط:
(3)....... {\displaystyle f'(x_{0})={\frac {1}{h}}[-{\frac {3}{2}}f(x_{0})+2f(x_{1})-{\frac {1}{2}}f(x_{2})+{\frac {h^{2}}{3}}f^{(3)}(\xi o)}
حيث {\displaystyle \xi o} تقع بين {\displaystyle x_{0},x_{0}+2h}
صيغة نقط المنتصف لثلاث نقاط (الصيغة المركزية):
(4)........ {\displaystyle f'(x_{0})={\frac {1}{2h}}[f(x_{0}+h))-f(x_{0}-h)-{\frac {h^{2}}{6}}f^{(3)}(\xi 1)}
حيث {\displaystyle \xi 1} تقع بين {\displaystyle x_{0}-h,x_{0}+h}
رغم أن الخطأ في كلتا المعادلتين (3) و (4) ذا رتبة تقاربية ثانية {\displaystyle Oh^{2}} , الخطأ في معادلة (4) هو نصف ذلك الخطأ في المعادلة (3) وهذا لأن المعادلة (4) تستخدم قيم من كلا الجانبين ل {\displaystyle x_{0}} أما المعادلة (3) تستخدم قيم من جانب واحد فقط، ولكن عندما يكون التفاضل المراد ايجاده عند عدد يقع على طرفي الفترة فانه لايمكن استخدام الصيغة المركزية. بالمقابل إذا كان التفاضل الذي نريد إيجاده عند عدد غير موجود في جدول المعلومات فإننا نستطيع فقط تقريب التفاضل باستخدام الصيغة المركزية حيث إنها لاتتطلب معرفة قيمة الدالة عند العدد المراد إيجاد التفاضل عنده.

## الصيغة المركزية للمشتقة الثانية
{\displaystyle f''(x_{0})={\frac {1}{h^{2}}}[f(x_{0}-h)-2f(x_{0})+f(x_{0}+h)]-{\frac {h^{2}}{12}}f^{(4)}(\xi )}
حيث {\displaystyle \xi }في الفترة {\displaystyle [x_{0}-h,x_{0}+h]} ولتكن {\displaystyle f^{(4)}} متصلة على نفس الفترة وتقترب لـ {\displaystyle O(h^{2})}

## استقراء ريتشاردسون
الفكرة الرئيسية لإستقراء ريتشاردسون لحساب التفاضل هي حساب عدة قيم تقريبية للتفاضل الأول باستخدام الصيغ العددية ومن ثم دمج هذه القيم للحصول على قيمة تقريبية أكثر دقة للتفاضل المراد حسابة.